# Maison de Demou
La maison de Demou est une maison située à Trévol, en France.

## Localisation
La maison est située sur la commune de Trévol, dans le département français de l'Allier.

## Historique
L'édifice est inscrit au titre des monuments historiques en 2003.